# Zakłady Dziewiarskie Mewa
Zakłady Dziewiarskie „Mewa” Sp. z.o.o Sp. komandytowa – dawne polskie przedsiębiorstwo z siedzibą w Biłgoraju, działające w branży handlu detalicznego, zajmujące się dystrybucją bielizny i odzieży lekkiej. Od 3 stycznia 2007 była notowana na Giełdzie Papierów Wartościowych w Warszawie.
Spółka prowadzi działalność projektowo-handlową. Sprzedaje konfekcję lekką i bieliznę: damską pod markami „Lookat”, „Mewa lingerie”, „Visti" i „Pamela”, oraz męską – „James Bradley”. Produkcję zleca podmiotom zewnętrznym.

## Spółki zależne
Od stycznia 2007 Mewa posiada 100% udziałów w spółce z ograniczoną odpowiedzialnością „Szame” (KRS 0000183144), sprzedającej pod marką „Szamé” bieliznę damską w sieci sklepów własnych i franczyzowych.

## Historia
Początki przedsiębiorstwa to założone w 1961 Zakłady Dziewiarskie Mewa, producent bielizny. W 1990 zostały podzielone na trzy odrębne podmioty. W 1991 przekształcone w spółkę akcyjną Mewa SA, która w 1995 weszła do programu NFI. W latach 1997–2007 notowana na rynku pozagiełdowym BondSpot, a od 3 stycznia 2007 – na Giełdzie Papierów Wartościowych w Warszawie.

## Akcjonariat
Według danych z lutego i kwietnia 2008 największymi znanymi akcjonariuszami Mewy SA byli: Piotr Kwaśniewski (4,64% akcji i głosów na walnym zgromadzeniu), Bank Gospodarstwa Krajowego w Warszawie (4,54%), prezes Józef Kiszka (3,35%) i Dorota Kenicer-Portka (1,39%). Pozostali posiadali 86,08% udziałów.